# Веггербю, Йенс
Йенс Веггербю  (дат. Jens Veggerby; род. 20 октября 1962,  в  Копенгагене, Дания)   — датский  профессиональный трековый и шоссейный велогонщик. Чемпион мира по трековым велогонкам в гонке за лидером (1993).

## Достижения

### Трек
1990
1-й  Чемпион Европы — Мэдисон (вместе с Пьеранджело Бинколетто)
1-й Шесть дней Копенгагена (вместе с Дэнни Кларком)
1991
1-й Шесть дней Копенгагена (вместе с Дэнни Кларком)
1992
1-й Шесть дней Антверпена (вместе с Константом Турне)
1-й Шесть дней Гента (вместе с Этьенном Де Вилде)
2-й  Чемпионат мира — Гонка за лидером
1993
1-й  Чемпион мира — Гонка за лидером
1-й Шесть дней Копенгагена (вместе с Рольфом Сёренсеном)
1994
1-й Шесть дней Антверпена (вместе с Этьенном Де Вилде)
1-й Шесть дней Штутгарта (вместе с Этьенном Де Вилде)
1995
1-й Шесть дней Хернинга (вместе с Джимми Мадсеном)
1996
1-й  Чемпион Европы — Мэдисон (вместе с Джимми Мадсеном)
1-й  Чемпион Дании — Мэдисон (вместе с Джимми Мадсеном)
1-й Шесть дней Штутгарта (вместе с Джимми Мадсеном)
7-й  Чемпионат мира — Мэдисон
1997
1-й  Чемпион Европы — Мэдисон (вместе с Джимми Мадсеном)
1-й Шесть дней Копенгагена (вместе с Джимми Мадсеном)
1-й Шесть дней Хернинга (вместе с Джимми Мадсеном)
1-й Шесть дней Берлина (вместе с Олафом Людвигом)
1998
1-й Шесть дней Бремена (вместе с Джимми Мадсеном)

### Шоссе
1980
3-й   Чемпионат мира — Командная гонка с раздельным стартом (юниоры)
1982
1-й — Этап 2 Тур Швеции
1983
1-й - Gran Premio Ezio del Rosso
1985
3-й - Джиро ди Тоскана
1986
3-й - Джиро дель Аппеннино
1989
1-й — Этап 2 Тур Романдии

### Гранд-туры
| Гранд-тур                 | 1984 | 1985 | 1986 | 1987 | 1988 | 1989 |
| ------------------------- | ---- | ---- | ---- | ---- | ---- | ---- |
| Джиро д’Италия            | 40   | —    | —    | —    | НФ   | —    |
| Тур де Франс              | —    | —    | —    | —    | 113  | НФ   |
| (c 2010 ) Вуэльта Испании | —    | —    | —    | —    | —    | —    |

| —  | Не участвовал  |
| НФ | Не финишировал |